# Edizioni OMP
Edizioni OMP è stata una casa editrice italiana. È nata nel dicembre 2007 a Pavia ed è stata la prima casa editrice italiana completamente in copyleft.

## Storia
Tutti i libri sono stati pubblicati secondo licenza Creative Commons BY-NC-SA 2.5 (Italia); erano scaricabili gratuitamente dal sito internet delle Edizioni OMP e lo sono attualmente da Google Libri in formato pdf, oltre che acquistabili nelle librerie in formato cartaceo. Brani dei libri sono stati resi disponibili per il download direttamente dal sito delle Edizioni.
Non essendo una casa editrice a pagamento, gli autori non sono tenuti ad acquistarne un numero minimo di copie né a pagare per la propria pubblicazione.
Le Edizioni OMP nascono dall'esperienza associativa e no-profit della Officina Multimediale Pavese: pertanto, il ricavato della vendita dei volumi è utilizzato per la pubblicazione, la promozione e la distribuzione di altri libri e di altri autori.
Le Edizioni OMP hanno cessato la loro attività nel 2013 dopo la pubblicazione di più di venti titoli. Le ragioni della conclusione di questa esperienza vanno ricercate nella mancanza di fondi e, essendo un progetto su base volontaria, di partecipanti alla iniziativa.

## Collane
- Narrativa
- Poesia
- Collective
- Saggistica - Le code di paglia
- Fuori collana

## Altre case editrici in regime di copyleft
- Gaffi
- O'Reilly Media
- Ledizioni